# Félix Galipaux
Félix Galipaux, o, anche, solo Galipaux (Bordeaux, 13 dicembre 1860 – Parigi, 1931), è stato un drammaturgo, romanziere e attore francese.

## Biografia
Essenzialmente attore teatrale, interpretò nella sua carriera anche cinque film. In qualità di attore ha inoltre preso parte alla realizzazione della fotopittura animata di Charles-Émile Reynaud Le premier cigare del 1897, un tardo esempio di precinema che utilizzava ancora il sistema del teatro ottico inventato da Reynaud, seppure successivamente all'invenzione del cinematografo dei Fratelli Lumière.

## Filmografia
- Le premier cigare, regia di Charles-Émile Reynaud (1897)
- Le Premier Cigare du collégien, regia di Ferdinand Zecca (1902)
- La corsa da Parigi a Montecarlo in due ore (Le Raid Paris-Monte Carlo en deux heures), regia di Georges Méliès (1905)
- Un monsieur qui a un tic, regia di Albert Capellani (1911)
- Gorgibus et Sganarelle, regia di Camille de Morlhon (1912)
- Lorena, regia di Georges Tréville (1918)